# James Nash

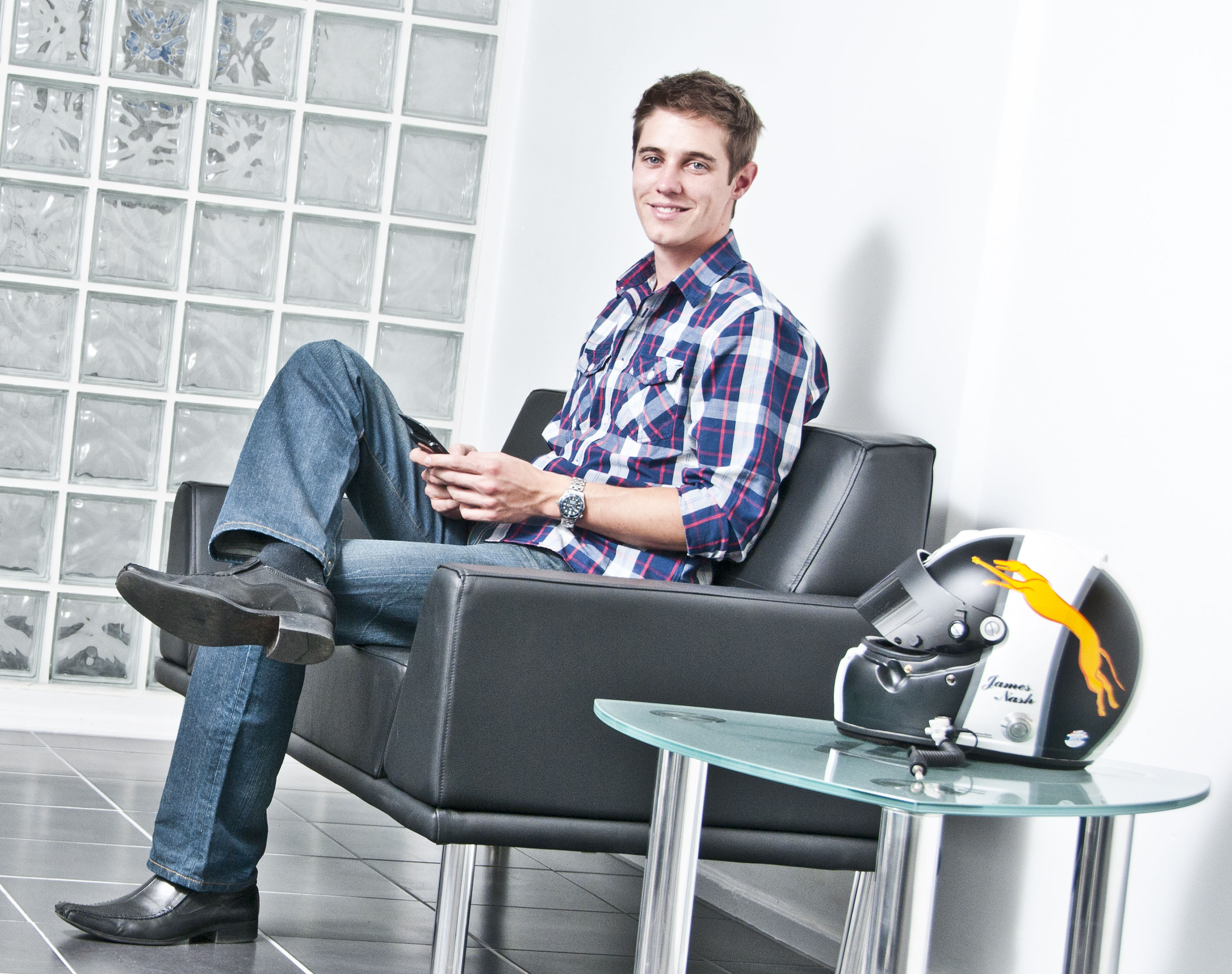
James Nash (2011)

James Nash (* 16. Dezember 1985 in Milton Keynes) ist ein ehemaliger britischer Autorennfahrer. Er startete 2012 in der Tourenwagen-Weltmeisterschaft (WTCC).

## Karriere
Nash begann seine Motorsportkarriere 2000 im Kartsport, in dem er bis 2004 aktiv war. 2005 debütierte er in der Formel Ford Zeus im Formelsport. Ab 2006 war Nash zwei Jahre in der britischen Formel Ford aktiv. Nach einem fünften Platz in seiner ersten Saison, wurde Nash mit 562 zu 680 Vizemeister hinter Callum MacLeod.
2008 entschied sich Nash für einen Wechsel in den Tourenwagen. Er startete für Sunred Engineering im Seat Leon Eurocup. Mit zwei Podest-Platzierungen schloss er die Saison auf dem fünften Platz ab. 2009 erhielt Nash bei RML ein Teilzeitcockpit für die British Touring Car Championship (BTCC) in einem Chevrolet Cruze. Während sein Teamkollege Jason Plato Vizemeister wurde, erreichte Nash mit einem dritten Platz eine Podest-Platzierung und wurde 15. in der Fahrerwertung. 2010 stieg Nash zum zweiten Rennwochenende bei Triple Eight Race Engineering in die BTCC ein. Er erhielt einen Vauxhall Vectra. Mit einem dritten Platz als beste Platzierung verbesserte sich Nash in der Meisterschaft auf den zwölften Rang. 2011 bestritt Nash die BTCC-Saison durchgängig für Triple Eight Race Engineering. Auf dem Rockingham Motor Speedway gelang ihm sein erster BTCC-Sieg, der sein einziger Saisonsieg blieb. Mit insgesamt neun Podest-Platzierungen beendete er die Meisterschaft auf dem fünften Platz. Darüber hinaus gewann er in dieser Saison die Independents' Trophy der BTCC.
2012 wechselte Nash in die Tourenwagen-Weltmeisterschaft (WTCC). Er geht in einem Ford Focus 1.6T des Team Aon an den Start. Nach dem zweiten Rennwochenende ist ein zwölfter Platz sein bestes Resultat.

## Sonstiges
Nash hat als Stunt-Fahrer in Musikvideos von Charlie Simpson und Dot Rotten mitgewirkt.

## Karrierestationen
| - 2000–2004: Kartsport - 2005: Formel Ford Zeus - 2006: Britische Formel Ford (Platz 5) | - 2007: Britische Formel Ford (Platz 2) - 2008: Seat Leon Eurocup (Platz 5) - 2009: BTCC (Platz 15) | - 2010: BTCC (Platz 12) - 2011: BTCC (Platz 5) - 2012: WTCC |